# Hylobates muelleri
Hylobates muelleri là một loài động vật có vú trong họ Hylobatidae, bộ Linh trưởng. Loài này được Martin mô tả năm 1841.

## Hình ảnh

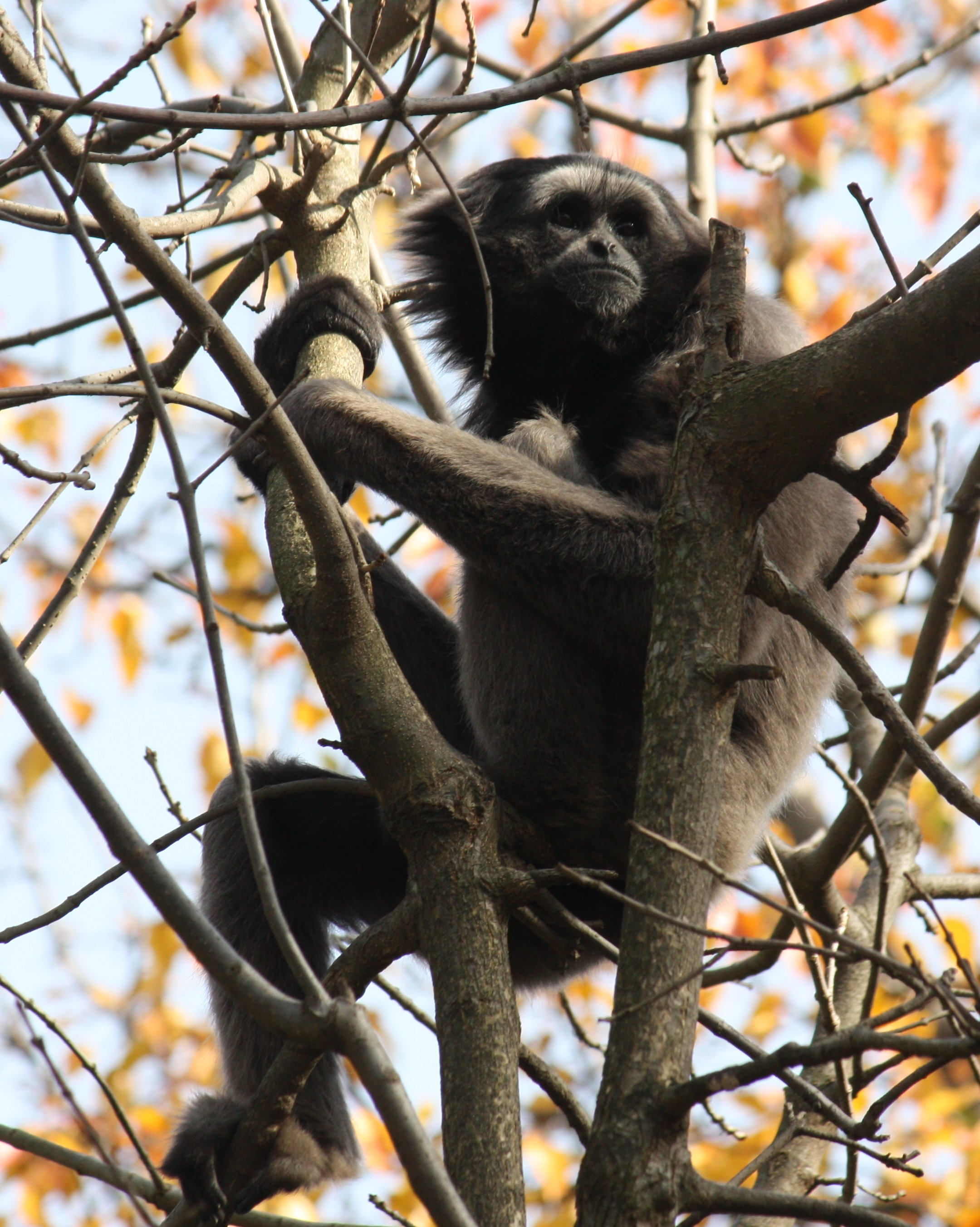
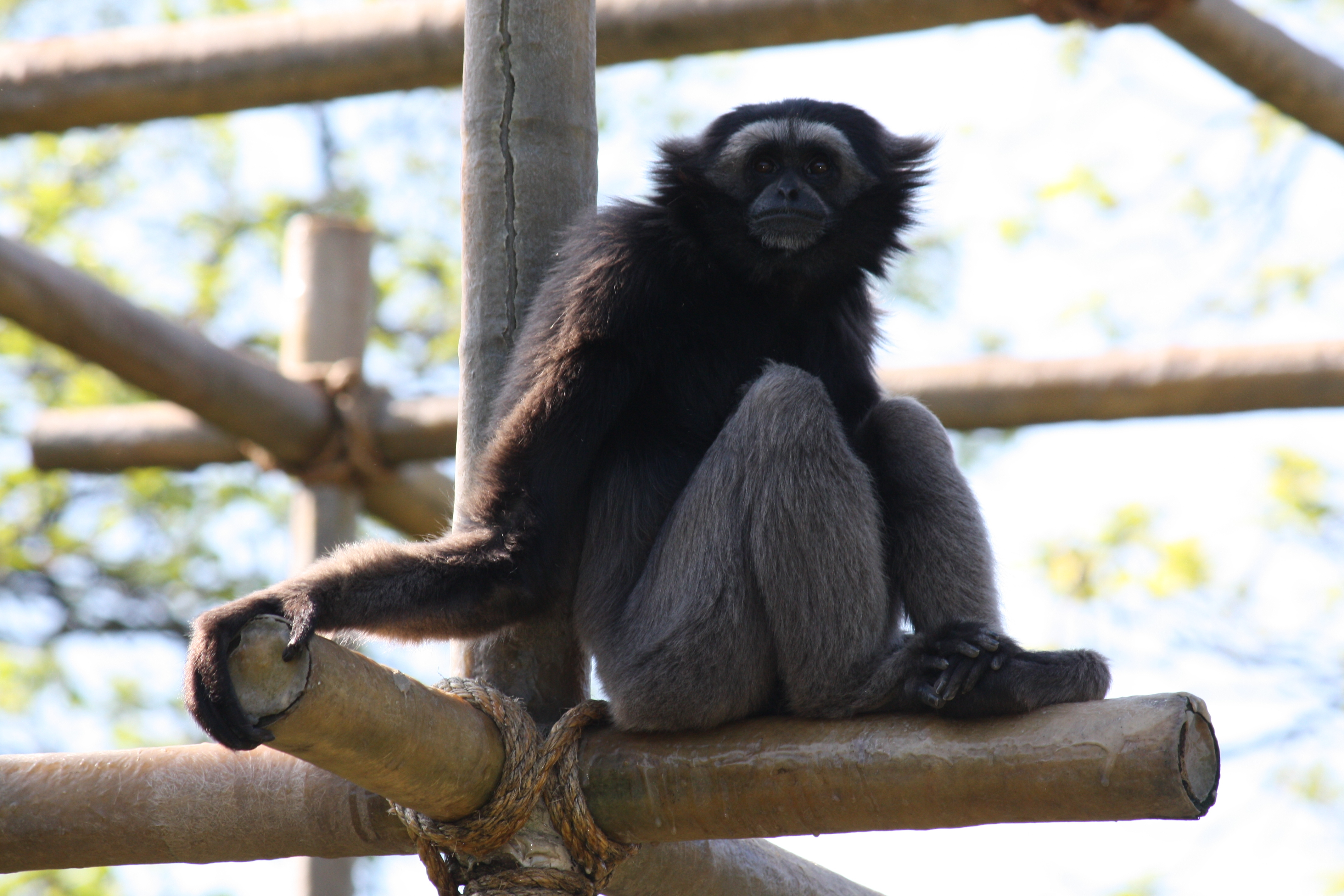